# Geografía de Aruba

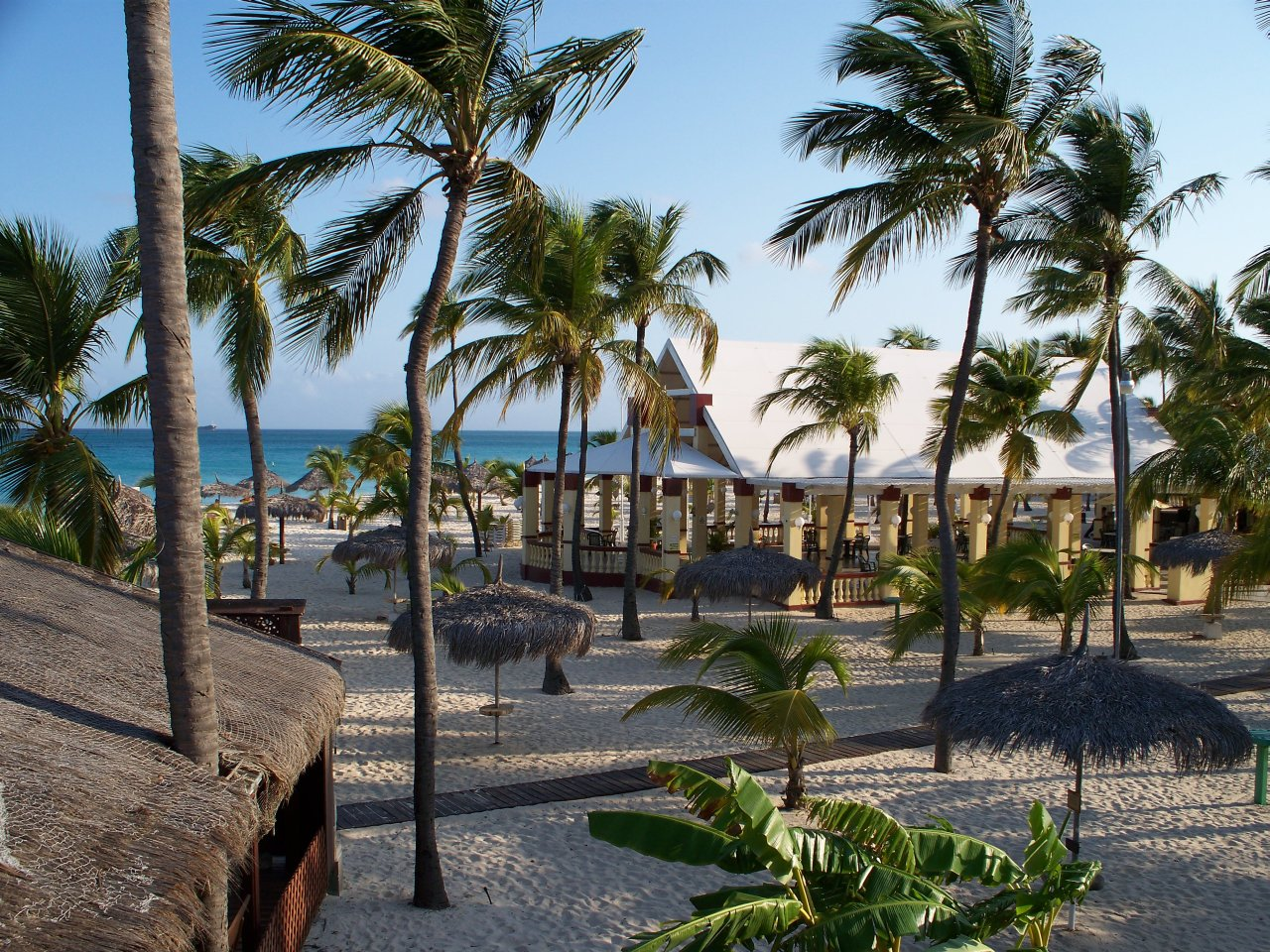
Playa Manchebo, Aruba

Aruba es una pequeña isla caribeña (de unas 54 mill² o 193 km²) lo que equivale al tamaño de Washington D. C., situada a 25 km al norte de la costa occidental de la Península de Paraguaná en Venezuela y a 68 km al noroeste de Curazao, la isla más grande de las Antillas Neerlandesas. El terreno de Aruba es mayormente plano con algunas colinas. Hay poca vegetación y posee pocas fuentes de agua. La característica geográfica de Aruba más conocida son sus playas de arena blanca, que son la base de su atractivo turístico que constituye el pilar de la economía de la isla. Aruba se encuentra en la placa tectónica del Caribe. La isla está formada por piedra caliza y colinas cubiertas, con acantilados en la costa norte y el noreste y con los arrecifes de coral en la costa sur.

## Montañas y colinas
El terreno de Aruba es casi totalmente plano. La elevación más alta, llamada monte Jamanota, está a sólo 188 m sobre el nivel del mar. Formaciones rocosas caracterizan el interior de la isla.

## La costa y playas

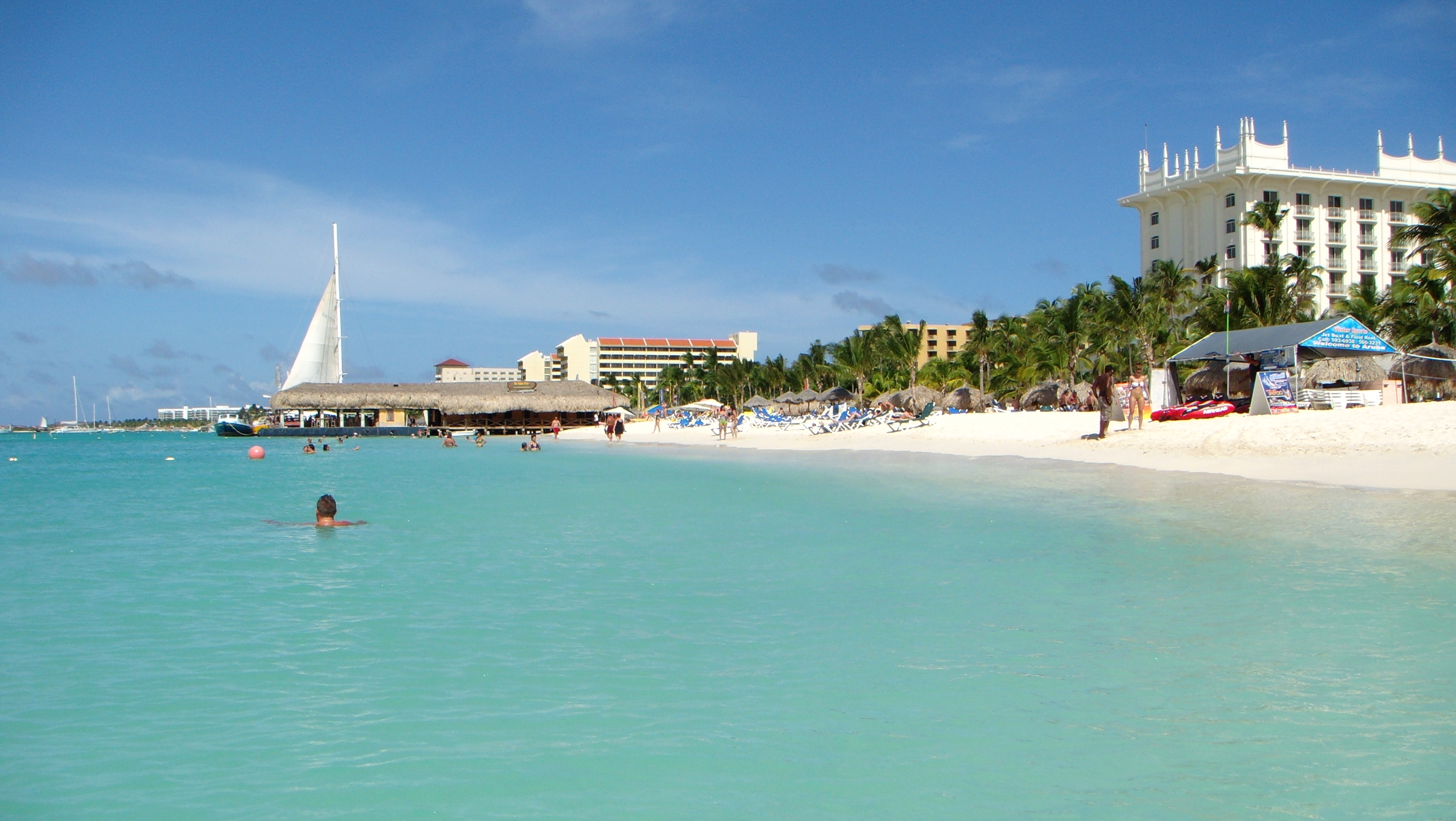
Palm Beach, Aruba

Aruba cuenta con tres puertos de aguas profundas ubicados en Oranjestad, Barcadera, y San Nicolás (Sint Nicolaas).  La zona costera es conocida por sus playas de arena blanca y las tranquilas aguas que rodean Aruba son claras, por lo que es un popular destino turístico.

## Clima

### Temperatura
El clima tropical marino de Aruba varía poco en el año, con una temperatura media anual de 27 °C, variando desde unos 26 °C en enero hasta los 29 °C en julio,
tiene un clima semiárido, con vientos alisios.

### Las precipitaciones
La mayoría de lluvias son traídas por los vientos del este predominantes de la región está en las Islas de Barlovento de las Antillas Menores, dejando a Aruba con un clima muy seco. Las precipitaciones van de un promedio de 510 mm (20,1) o menos al año, y los residentes de la isla dependen de una de las plantas de desalinización más grande del mundo para la mayoría de su agua potable. La temporada de lluvias se produce entre octubre y diciembre.

## Datos básicos
- Ubicación

Mapa de localización de Aruba

Isla en el Mar Caribe, al norte de Venezuela, al oeste de Curazao.
- Las coordenadas geográficas

12°30′N 69°58′O / 12.500, -69.967
- Mapa referenciales

América Central y el Caribe 
- Superficie

- Total: 193 km²
- Área terrestre: 193 km²
- Aguas internas: 0 km²

- comparación con los países del mundo: 108

- Área comparativa

Ligeramente más grande que Washington D. C. 
- Fronteras terrestres:

0 kilómetros 
- Línea costera

68,5 kilómetros 
- Reivindicaciones marítimas

El acuerdo del 12 de diciembre de 1985, fijó los límites marítimos entre las Antillas Neerlandesas y Aruba, y el Tratado de Límites Marítimos firmado el 31 de marzo de 1978, fijó la frontera martima definitiva entre la República de Venezuela y el Reino de los Países Bajos, siendo ratificado el 12 de diciembre de 1978, y entrando en vigencia en Aruba desde el 1 de enero de 1986.
- Mar territorial:

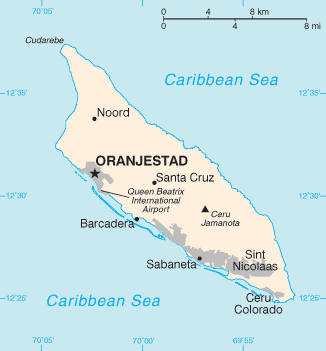
Mapa de Aruba

12 millas náuticas (22,2 km, 13,8 km) 
- Clima

Tropical marino; poca variación estacional de la temperatura 
- Terreno

poca vegetation y terreno plano con algunas colinas,
- Puntos:

- Punto más bajo: Mar Caribe 0 m
- Punto más alto: Monte Jamanota 188 m
- El más conocido: Hooiberg 165 m (541 pies)

- Recursos naturales

Insignificantes, playas de arena blanca.
- Uso de la tierra

- Tierra arable: 10,53%
- Cultivos permanentes: 0%
- Otros: 89,47% (2005)

- Tierras de regadío

0,01 km ² (1998 est) 
- Peligros naturales

Aruba al igual que la mayoría de Venezuela apenas se encuentra dentro del cinturón de huracanes del Caribe, las tormentas rara vez pasan sobre la isla. 